# Lord Canteloupe
Lord Canteloupe, född 1895/1905, död 1973, är en av de genomgående karaktärerna i Simon Ravens romansvit Alms for Oblivion. Han förekommer allt som allt i åtta av de tio romanerna. 

## Fiktiv biografi
Lord Canteloupe är en medlem av aristokratin och bör vara född någon gång kring 1895 - 1905. Om hans tidigare år sägs inte mycket och att han senare, på sin ålders höst, uppträder som en figur tagen ur Monty Python kan också ha sin förklaring. 1946 mister Canteloupe sin ende son och sitt enda barn över huvud taget, the Earl of Muscateer, då denne dör en meningslös död i gulsot under tjänstgöring i Indien. Lorden är förkrossad och hans senare hektiska livsstil kan tolkas som ett sätt att döva sorgen.
Han ägnar sig mycket åt societetsliv och den avlägsne kusinen Kapten Detterling är en av hans bästa vänner. Exempelvis är Canteloupe 1952 i Baden-Baden där han besöker Detterling tillsammans med Max de Freville varvid man ägnar sig åt hästkapplöpning. Canteloupe gör om sin egendom till en besökspark och tjänar en hel del pengar på detta. 1959 är han en försupen lebeman som inför vissa framstår som halvt imbecill. På fester får hans hustru ofta använda list för att få med sig honom hem. Trots detta utnämns Canteloupe till sekreterare med ansvar för fritidsanläggningar och skapar bl.a. en camping. Samma år hejdar han även en skandal angående brittiska regeringens agerande inför Suezkrisen genom att förstöra ett graverande brev.
1962 är den frispråkige Cantelopue märkligt nog minister med ansvar för PR-frågor men häver ofta ur sig grodor som hans sekreterare, Carton Weir, får försöka korrigera. Canteloupe är en fullfjädrad imperialist av den gamla skolan och ser ned på allt som inte är engelskt. 1970 räddar han Fielding Gray ur fångenskap i Grekland enbart för att "obetydliga utlänningar" inte kan behandla en engelsman på detta vis. Samma år blir han även handelsminister i den nytillträdda regeringen. Så vitt man kan förstå går Canteloupe in för sitt arbete men frossar även i sex, mat och dryck så som han alltid gjort. Tillsammans med Somerset Lloyd-James är han en flitig kund hos den prostituerade Maisie Malcolm även om han, under sin sista dag i livet, klagar över viss impotens. Canteloupe hittas död vid sitt skrivbord av Carton Weir. Som minister efterträds han av Peter Morrison och som lord av sin närmaste manlige släkting, Detterling.